# آنا أميليا أوبرماير
آنا أميليا أوبرماير (1907-2001) (بالإنجليزية: Anna Amelia Obermeyer)‏ هي عالمة نبات جنوب أفريقية.